# Hydrae Chaos
L'Hydrae Chaos è una struttura geologica della superficie di Marte.